# 中美蓬尾浣熊
中美蓬尾浣熊（Bassariscus sumichrasti）是一種浣熊，分佈在墨西哥南部至巴拿馬西部的中美洲。牠們喜歡棲身在潮濕及熱帶常綠的林地及山區森林，按季節會生活在較乾旱的落葉林。在其分佈地，牠們不怎麼普遍。尤其是在哥斯達黎加，牠們只生活在很細小的區域。牠們完全依賴森林環境，故伐林對牠們有很大的影響。
中美蓬尾浣熊是夜間活動、棲於樹上及雜食性的。

## 外部連結
- 中美蓬尾浣熊的相片及映片
- 更多中美蓬尾浣熊的資料（页面存档备份，存于）